# 诺罗敦·珍娜
诺罗敦·珍娜  （2012年3月11日—），柬埔寨王室成员。她是诺罗敦·西哈莫尼国王的侄外孙女，诺罗敦·波帕莉公主的次女，前国王诺罗敦·西哈努克的曾外孙女，亲王诺罗敦·夏卡朋的外孙女。她被昵称为珍娜公主。珍娜还是演员、歌手、舞者、模特和Cellcard皇家品牌大使。

## 生平
诺罗敦·珍娜于2012年3月11日出生于法国巴黎。 她是家里的第二个女儿，她的母亲是诺罗敦·波帕莉公主，她的父亲是法国人。她是诺罗敦·查克拉朋王子的孙女，也是已故国王诺罗敦·西哈努克的曾孙女。 她的官方头衔是“Neak Ang Mchas Ksatrey Norodom Jenna”，英语为“Princess Jenna Norodom”。
2015年，当珍娜三岁时，她和家人回到了柬埔寨居住。她习得五种语言，包括她的母语高棉语，以及英语、法语、汉语和泰语。
目前由Space Creative Marketing作为她的经纪公司。
2021年，任柬埔寨舞蹈运动协会亲善大使。

## 成就
- 柬埔寨Cellcard皇家品牌大使。[6]
- 印尼Marie Regal皇家品牌大使。[7]
- 富力地产皇家品牌大使。[8]
- 柬埔寨舞蹈运动协会亲善大使。[9]
- CTN电视剧女演员。[10][11]

## 影视作品

### 电视剧
| 年份 | 剧目 | 电视台       | Ref.   |
| ---- | ---- | ------------ | ------ |
| 2020 |      | 柬埔寨电视网 | [ 11 ] |
| 2021 |      | 柬埔寨电视网 | [ 10 ] |